# Opius graviceps
Opius graviceps är en stekelart som beskrevs av Fischer 1974. Opius graviceps ingår i släktet Opius och familjen bracksteklar. Inga underarter finns listade i Catalogue of Life.